# Липоводолинське нафтогазоконденсатне родовище
Липоводолинське нафтогазоконденсатне родовище — належить до Талалаївсько-Рибальського нафтогазоносного району Східного нафтогазоносного регіону України.

## Опис
Розташоване в Сумській області на відстані 7 км від смт Липова Долина .
Знаходиться в західній частині приосьової зони Дніпровсько-Донецької западини в межах Артюхівсько-Липоводолинського валу.
Підняття виявлене в 1962 р. У 1976-78 рр. виділено 2 склепіння — Липоводолинське та Пеньківське. Останнє являє собою невиразну брахіантикліналь півн.-зах простягання (3,2х1,5 м). перший промисловий приплив газу одержано з газових покладів в інтервалі 4838-4843 м, а нафти — в інтервалі 4648-4650 м у 1983 р.
Поклади склепінчасті, пластові, тектонічно екрановані та літологічно обмежені. Режим Покладів газовий і водонапірний.
Експлуатується з 1988 р. Запаси початкові видобувні категорій А+В+С1 — 451 тис.т нафти; розчиненого газу — 159 млн. м³; конденсату — 852 тис. т. Густина дегазованої нафти 810—813 кг/м³. Вміст сірки у нафті 0,046 мас.%.